# Станиславский, Михал-Юрий
Михаил Ежи Станиславский (умер в 1668) — государственный и военный деятель Речи Посполитой, каштелян каменец-подольский (1639—1648), хорунжий галицкий (1656—1659), каштелян сондецкий (1663—1665), воевода киевский (1665—1668).

## Биография
Представитель польского шляхетского рода Станиславских герба «Гриф». Сын каштеляна галицкого Адама Станиславского и Агнессы Кшежеловской.
Участник войн Речи Посполитой против восставших украинских казаков, Швеции и Русского царства. В 1651 году он участвовал в битве с казаками под Берестечком, где на второй день сражения был ранен пулей. В 1652 году его хоругвь была перебита казаками и татарами в битве под Батогом (он отсутствовал на поле битвы).
Во время Шведского потопа (1655—1660) Михаил Ежи Станиславский участвовал в военных действиях против шведских оккупантов. Он был отправлен маршалом великим коронным Ежи Себастьяном Любомирским к трансильванскому князю Юрию Ракоци после информации о его враждебных планах против Речи Посполитой. 16 января 1657 года Михаил Ежи Станиславский принес присягу на верность князю Трансильвании Юрию Ракоци. В феврале 1658 года он призывал магистрат Львова сдаться трансильванскому князю. 2 февраля 1658 года Юрий Ракоци издал универсал об защите имений Михаила Станиславского в Русском воеводстве.
В январе 1660 года Михаил Ежи Станиславский принял под своё командование панцирную хоругвь покойного князя Николая Святополк-Четвертинского. 31 августа 1660 года он получил от польского короля Яна Казимира Вазы охранную грамоту, которая должна была его оберегать от судебного приговора за нападение на имение Уланов Станислава Нищицкого. В 1660 году коронный трибунал приговорил его к инфамии. Его имения, в том числе Ключ Дунаевцы, конфискованные ранее, король Ян Казимир передал его шурину, воеводе белзскому Кшиштофу Конецпольскому (ум. 1659/1660), а после смерти последнего их унаследовала его вдова Констанция, сестра Михаила Станиславского. В 1660 году он с собственной хоругвью участвовал в битве под Чудновом. Сеймик Галицкой земли в инструкции для послов на сейм поручил попытаться добиться амнистии для Михаила Ежи Станиславского. 9 мая 1663 года он получил должность каштеляна сондецкого. В 1665 году Михаил Ежи Станиславский стал воеводой киевским и сенатором Речи Посполитой.
В 1667 году Михаил Ежи Станиславский выставил собственный конный полк из 5 хоругвей в коронную армию.
Был похоронен в феврале 1669 года во Львове.
Владел имениями в Краковском, Русском, Подольском и Сандомирском воеводствах, также имел собственный двор в Варшаве.

## Семья
Был дважды женат. Его первой женой была Анна Шишковская, от которой у него была единственная дочь:
- Анна Станиславская, 1-й муж — Ян Казимир Варшицкий, сын каштеляна краковского Станислава Варшицкого, 2-й муж — староста опочненский Ян Збигнев Олесницкий, 3-й муж — подкоморий люблинский Ян Богуслав Збовский.

Вторично женился на Анне Потоцкой (ум. 1695), дочери старосты Феллинского, воеводы брацлавского Стефана Потоцкого (1568—1631) и Марии Амалии Могилы (1591—1638). Дети от второго брака:
- Евфрозина Станиславская, 1-й муж — староста снятынский Пётр Потоцкий (1612—1647/1648), 2-й муж с 1650 года воевода брацлавский, князь Михаил Ежи Чарторыйский (1621—1692).